# 包牌
包牌是麻將中的一種規則，是防止餵牌成就其中一家胡出大牌。（有些規則只能包自摸，如果出銃則沒有包牌）

## 原因
在一家副露了有可能成為役滿的牌的時候，便不應該繼續餵牌，否則有可能成就了人家的大牌。這個時候如果仍然有人不怕對方的可能大牌或者是因為立直的不可抗力緣故，而進行餵牌並成功（這裡的成功是指他繼續進行副露而不是胡牌），一旦被自摸，他就要負上「如果對方真的自摸大牌」的責任，支付點數。兩人麻將或榮胡的情況下沒有包牌規則。

## 規則
- 包出銃︰如果其中一家出銃了，符合包括規則餵牌的最後一人便要支付一半點數。（有些規則出銃不設包牌）
- 包自摸︰如果該家自摸了，其他兩家的點數都要由餵牌的人承擔。跑馬仔被搶槓者亦同。

## 例子
- 如果一家副露了大四喜，碰了東南西，玩家打出的北風而又被對手碰牌，若對手自摸，則要包牌。
- 如果一家副露了四槓子，玩家打出的牌讓對手餵牌後，使得對手剩下的單吊聽牌，若對手自摸，則要包牌。但因四槓子無法像大三元與大四喜那樣明確知道哪張特定的捨張會導致四槓子成型，因此四槓子的包責設立相當少見，屬於有爭議規則。
- 如果一家副露了大明槓，導致槓上開花，則給他開槓的人要包牌。

### 特殊例子
- 香港麻雀的專屬規則中，如果一家副露了清一色，是三副露（又稱為九章或九張落地），則包放銃成立；如果是四副露（單吊聽牌），則要包自摸。（由於清一色在日本麻將不屬於役滿，無需包牌）

### 日本麻將地方役的包牌例子
- 如果一家副露了四連刻，例如三，四，五的三連刻，而玩家打出二或六的牌被碰，使得對手剩下的單吊聽牌，若對手自摸，則要包牌。
- 如果一家副露了一色四同順，吃了三副相同的順子，而玩家打出的牌讓對手吃第四副同樣的順子，使得對手剩下的單吊聽牌，若對手自摸，則要包牌。

## 注意事項
與香港麻將不同，在日本麻將中，包牌的規則是一定要「確定」役滿聽牌的副露，而不是「可能會」役滿的副露，因此，清老頭、字一色、綠一色等牌型在日本麻將若是見四副露是不必包牌的，例子如下：
- - 非清老頭役滿聽牌。
- - 非字一色役滿聽牌。
- - 非綠一色役滿聽牌。
- 榮胡役滿的單騎聽牌。

## 不成立的例子
- 最後沒有成功胡包牌的役種（即使清一色十二章，如果單吊番子的話，變成混一色是不需要包牌）
- 如果一家副露了大三元，碰了白板及紅中，自摸發財的話，打給他碰第二次的人不需包牌。
- 如果一家副露了大四喜，碰了東南西，自摸北的話，同樣打給他第三次的人不需包牌。
- 有些規則中，如果役滿的聽牌由打出的牌放銃，則包牌失敗，視為放銃者付。